# Star Trek: Prodigy
Pour les articles homonymes, voir Star Trek (homonymie) et Prodigy.
Star Trek: Lower Decks Star Trek: Strange New Worlds
Star Trek: Prodigy est une série d'animation télévisée américaine de science-fiction créée par Kevin Hageman et Dan Hageman. Produite par Alex Kurtzman, la série fait partie d'un univers étendu inspiré de l’œuvre Star Trek créée par Gene Roddenberry avec la série originale.

## Diffusion
La série est diffusée aux États-Unis sur la plateforme de vidéo à la demande Netflix ainsi que sur la chaîne Nickelodeon.
En France, la série est diffusée à partir du 18 avril 2022 sur Nickelodeon et sur la plate-forme Okoo de France Télévisions.
En Suisse, elle est aussi diffusée sur RTS 1.

## Synopsis
En 2383, cinq ans après le retour de l'USS Voyager sur Terre, Dal, un jeune extraterrestre rêveur, est esclave sur la colonie dirigée par le criminel connu sous le nom de « Devin », son bras droit Drednock et sa fille Gwynala (alias Gwyn). Rêvant de s'échapper, il est manipulé par Gwyn pour retrouver Zéro, un fugitif qui inspire l'espoir chez les esclaves. Mais alors qu'il parvient à rejoindre Zéro, il tombe sur un vaisseau abandonné de Starfleet, l'USS Protostar. Avec l'aide de Zéro, d'un mécano Tellarite appelé Jankom Pog, d'un Brikar timide du nom de Rok-Takh, d'un Blob glouton surnommé "Murf" et de Gwyn, il parvient à s'échapper et cet équipage insolite commence à explorer la galaxie en direction de l'espace de la Fédération tout en suivant l'enseignement d'un hologramme basé sur le Capitaine Kathryn Janeway. Mais Le Devin et Drednock se lancent à la poursuite du Protostar, pour lequel ils ont des projets bien particuliers,,.

## Distribution

### Voix originales

#### Personnages principaux
- Brett Gray : Dal
- Ella Purnell : Gwyndala alias Gwyn, une Vau N'Akat
- Jason Mantzoukas : Jankom Pog, un Tellarite
- Rylee Alazraqui : Rok-Tahk, une Brikar
- Angus Imrie : Zero
- Dee Bradley Baker : Murf
- Jimmi Simpson : Drednok
- John Noble : Le Devin (père de Gwyn)
- Kate Mulgrew : Vice-Amirale Kathryn Janeway/Hologramme de Janeway
- Bonnie Gordon : ordinateur de bord du Protostar

#### Personnages récurrents
- Daveed Diggs : Commandeur Tysess
- Jameela Jamil : Enseigne Asencia
- Jason Alexander : Dr Noum
- Robert Beltran : Capitaine Chakotay
- Grey DeLisle : Nandi
- Eric Bauza : Lieutenant Barniss Frex, Sool'U
- Kimberly Brooks : Commandeur Kaseth
- Michaela Dietz : Maj'El
- Sunkrish Bala : Zef
- Erin MacDonald : Dr. Erin MacDonald

#### Invités
- Billy Campbell : Capitaine Thadiun Okona
- Gates McFadden : Dr Beverly Crusher
- Ronny Cox: Amiral Edward Jellico
- Amy Hill: Dr. Jago
- Robert Picardo: Le Docteur
- Wil Wheaton: Wesley Crusher
- Jorge Gutiérrez : Dr. K'ruvang

#### Autres personnages
- Samantha Smith: Huur'a
- Debra Wilson: Capitaine Trij, Intelligence Artificielle
- Fred Tatasciore : Dr. Boons, David Garrovick
- Zehra Fazal : Boxy
- Brook Chalmers : Maximillion
- Susanne Blakeslee: Kathon
- John Pirkis : Borom
- MacGregor Middleton : Enseigne Middleton
- Christine Rose Schermerhorn : Ion
- James Mathis III : Ekthi
- Tommie Earl Jenkins : Commandant Adreek-Hu

### Voix françaises
- Arnaud Laurent : Dal
- Marie Bouvet : Gwyn
- Marc Saez : Jankom Pog
- Sébastien Desjours : Zéro
- Estelle Darazi : Roh-Takk
- Jean-Bernard Guillard : le Devin
- Denise Metmer : Vice-Amirale Kathryn Janeway/Hologramme de Janeway
- Hervé Bellon : Commandeur Spock
- Ingrid Donnadieu : Lieutenant Nyota Uhura
- Jean-François Lescurat : Constable Odo
- Sybille Tureau : ordinateur de bord du Protostar
- Maïk Darah : Nandi, Commandeur Kaseth
- Anne Rochant : Dr Beverly Crusher
- Pascal Germain : Lieutenant-Commandeur Montgomery Scott, alias "Scotty"
- Emmanuel Jacomy : Capitaine Thadiun Okona
Version française
  - Société de doublage : Libra Films
  - Direction artistique : Marc Saez
  - Adaptation des dialogues : Marc Saez

## Épisodes

### Saison 1
1. Perdu et trouvé - 1re partie (Lost and Found, Part 1)
2. Perdu et trouvé - 2e partie (Lost and Found, Part 2)
3. Un travail d'équipe (Starstruck)
4. L'attrape rêve (Dream Catcher)
5. Mortelle planète (Terror Firma)
6. Kobayashi (Kobayashi)
7. Premier contact (First Con-tact)
8. Le temps assasin (Time Amok)
9. Une étoile morale - 1re partie (A Moral Star)
10. Une étoile morale - 2e partie (A Moral Star, Part 2)
11. L'asile (Asylum)
12. Ne réveillez pas un Borg endormi (Let Sleeping Borgs Lie)
13. Le monde entier est un théâtre (All the World's A Stage)
14. A la croisée des chemins (Crossroads)
15. Mascarade (Masquerade)
16. Préludes (Preludes)
17. Un fantôme dans la machine (Ghost in the Machines)
18. Tête à tête (Mindwalk)
19. Supernova - 1re partie (Supernova, Part 1)
20. Supernova - 2e partie (Supernova, Part 2)

### Saison 2
La deuxième saison est prévue pour courant 2024 et sera diffusée sur Netflix. Elle est disponible sur France Tv à partir de mars 2024.
1. Sur la brèche - 1re partie (Into the Breach, Part I)
2. Sur la brèche - 2e partie (Into the Breach, Part II)
3. Qui sauve les sauveurs? (Who Saves the Saviors?)
4. La mécanique temporelle 101 (Temporal Mechanics 101)
5. La spirale mystère  (Observer's Paradox)
6. Le syndrome de l'imposteur  (Imposter Syndrome)
7. La course (The Fast and the Curious)
8. Veritas? (Is There In Beauty No Truth ?)
9. Les charognards dévoreurs de temps - 1re partie (The Devourer of All Things, Part I)
10. Les charognards dévoreurs de temps - 2e partie (The Devourer of All Things, Part II)
11. Le dernier vol du Protostar - 1re partie (The Last Flight of the Protostar, Part I)
12. Le dernier vol du Protostar - 2 partie  (The Last Flight of the Protostar, Part II)
13. Un tribule nommé Bridule (A Tribble Called Quest)
14. L'univers miroir (Cracked Mirror)
15. L'ascension - 1re partie (Ascension, Part I)
16. L'ascension - 2e partie (Ascension, Part II)
17. Au bord du gouffre (Brink)
18. Dernières lignes ennemies (Touch of Grey)
19. Ouroboros - 1re partie (Ouroboros, Part I)
20. Ouroboros - 2e partie (Ouroboros, Part II)

## Production

### Genèse et développement
En juin 2018, après avoir été engagé comme show runner de Star Trek: Discovery, Alex Kurtzman signe un contrat de cinq ans avec CBS Television Studios pour développer davantage l'univers Star Trek avec divers séries, mini-séries et séries d'animations. Après l'annonce de la série d'animation pour adultes humoristique Star Trek: Lower Decks, Alex Kurtzman déclare en janvier 2019 qu'au moins une autre série d'animation sera produite dans le cadre de l'expansion de la franchise Star Trek. Cette autre série est présentée comme plus axée vers le jeune public et est prévue sur un autre canal de diffusion que CBS All Access (future Paramount+).
Les frères Kevin et Dan Hageman rejoignent le projet comme scénaristes en février 2019, alors que Nickelodeon envisage de diffuser cette nouvelle série animée, qui est envisagée comme l'une des marques fortes de la chaine selon le président Brian Robbins. Un mois plus tard, Alex Kurtzman confirme officiellement le projet et révèle que les négociations avec Nickelodeon sont quasiment abouties. Il espère alors que la série sera prête pour 2021 ou 2022. Nickelodeon commande officiellement la série en avril 2019. Il est par ailleurs annoncé que Rod Roddenberry (fils de Gene Roddenberry) participera à la production. Il est ensuite précisé que la chaine a commandé deux saisons.
Dans un article sur la franchise Star Trek publié dans The Wall Street Journal en janvier 2020, la série est intitulée Star Trek: Prodigy. La série est officiellement confirmée en juillet 2020 tout comme sa diffusion courant 2021. En février 2021, ViacomCBS annonce que Prodigy sera également diffusée sur la plateforme Paramount+.

### Choix des interprètes

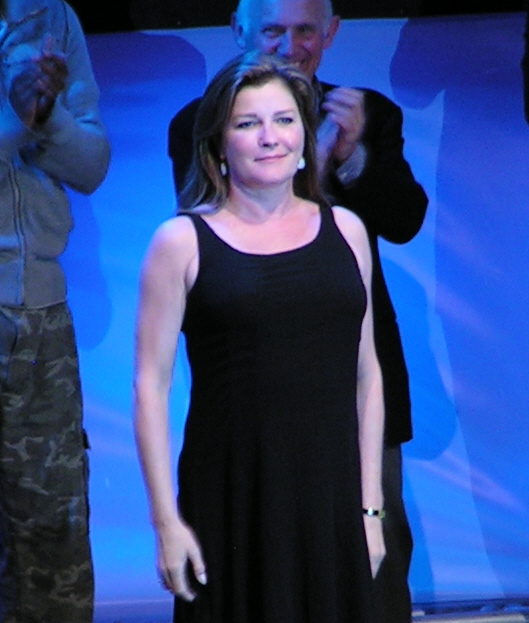
Kate Mulgrew reprend son personnage de Kathryn Janeway de la série Star Trek: Voyager

Lors du New York Comic Con 2020, il est annoncé que Kate Mulgrew va à nouveau interpréter Kathryn Janeway, personnage de la série en prise de vues réelles Star Trek: Voyager (1995-2001). L'actrice était initialement réticente à l'idée de reprendre ce rôle mais s'est finalement laissé convaincre par l'idée de présenter l'univers de Star Trek à une nouvelle génération de fans.
Les voix des personnages principaux sont annoncées en juin 2021 : Rylee Alazraqui dans le rôle de Rok-Tahk, Brett Gray dans le rôle de Dal, Angus Imrie dans le rôle de Zero, Jason Mantzoukas dans le rôle de Jankom Pog, Ella Purnell dans le rôle de Gwyn et Dee Bradley Baker dans le rôle de Murf. Le mois suivant, John Noble est annoncé pour prêter sa voix à The Diviner, alors que Jimmi Simpson sera son bras-droit Drednok
.
En février 2021, Billy Campbell révèle qu'il reprend son rôle de Thadiun Okona, présent dans l'épisode 4 de la saison 2 de Star Trek : La Nouvelle Génération (1987-1994). C'est ensuite le retour de Robert Beltran en Chakotay (Star Trek: Voyager) qui est révélé. Quelques invités sont également révélés : Daveed Diggs en commandant Tysess, Jameela Jamil en Enseigne Asencia et Jason Alexander dans le rôle du Dr Noum.

### Musique
En août 2020, Alex Kurtzman annonce que Nami Melumad (en) a été engagée pour composer la musique de la série, après avoir été impressionné par son travail sur un court métrage de Star Trek: Short Treks,. Le thème sera par ailleurs composé par Michael Giacchino, qui a œuvré sur la saga reboot.

## Accueil
La première saison reçoit des critiques globalement positives. Sur l'agrégateur américain Rotten Tomatoes, elle récolte 89% d'opinions favorables pour 9 critiques et une note moyenne de 8,5⁄10. Sur Metacritic, il obtient une note moyenne de 68⁄100 pour 5 critiques.